# Prealpi Vicentine
Prealpi Vicentine (niem. Vizentiner Alpen) – pasmo górskie w Alpach Wschodnich. Leży na terenie regionów Trydent-Górna Adyga i Wenecja Euganejska, w północnych Włoszech.
Pasmo to graniczy z: Dolomitami, Dolomiti di Fiemme i Prealpi Gardesane. Zachodnią granicę pasma wyznacza rzeka Adyga.
Główne miasta to Trydent na północnym zachodzie oraz Vicenza na wschodzie. Najwyższym szczytem tej grupy jest Cima Dodici (2336 m) na północnym skraju gór.
Najwyższe szczyty:
- Cima Dodici (2336 m),
- Cima Portule (2310 m),
- Cima Carega (2259 m),
- Monte Pasubio (2232 m),
- Dente Italiano (2220 m),
- Cima Valdritta (2218),
- Cima Posta (2215 m),
- Cima del Cherlòng (2210 m),
- Cima Telegrafo (2200 m),
- Cima Palon (2090 m).

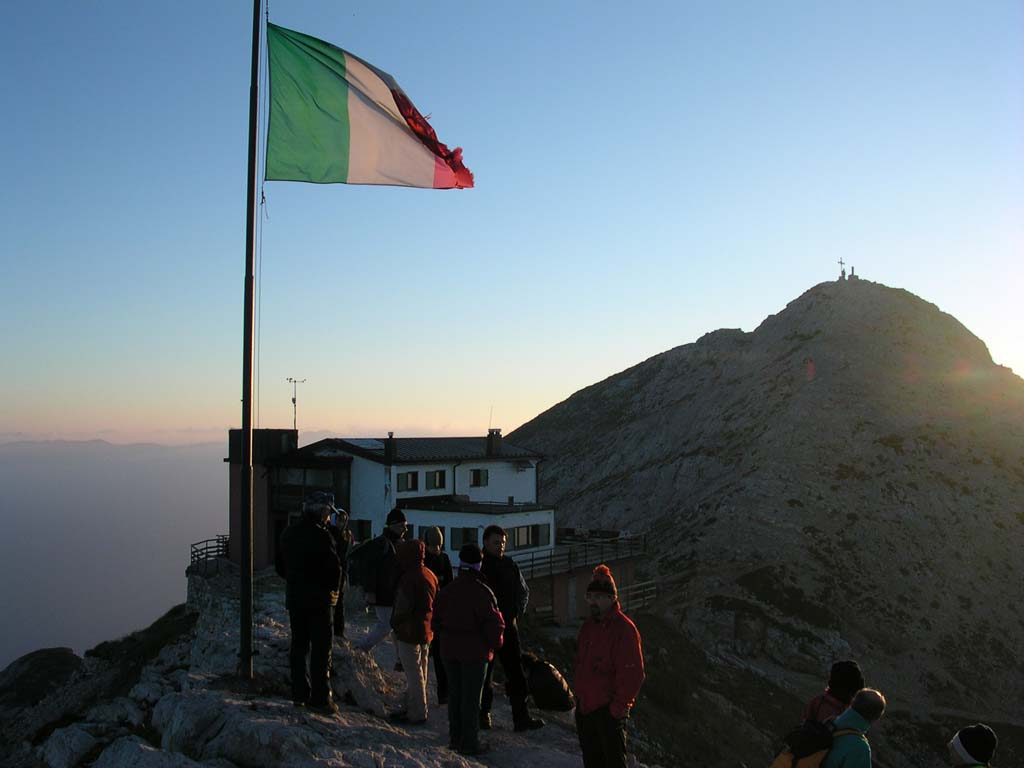
Cima Carega
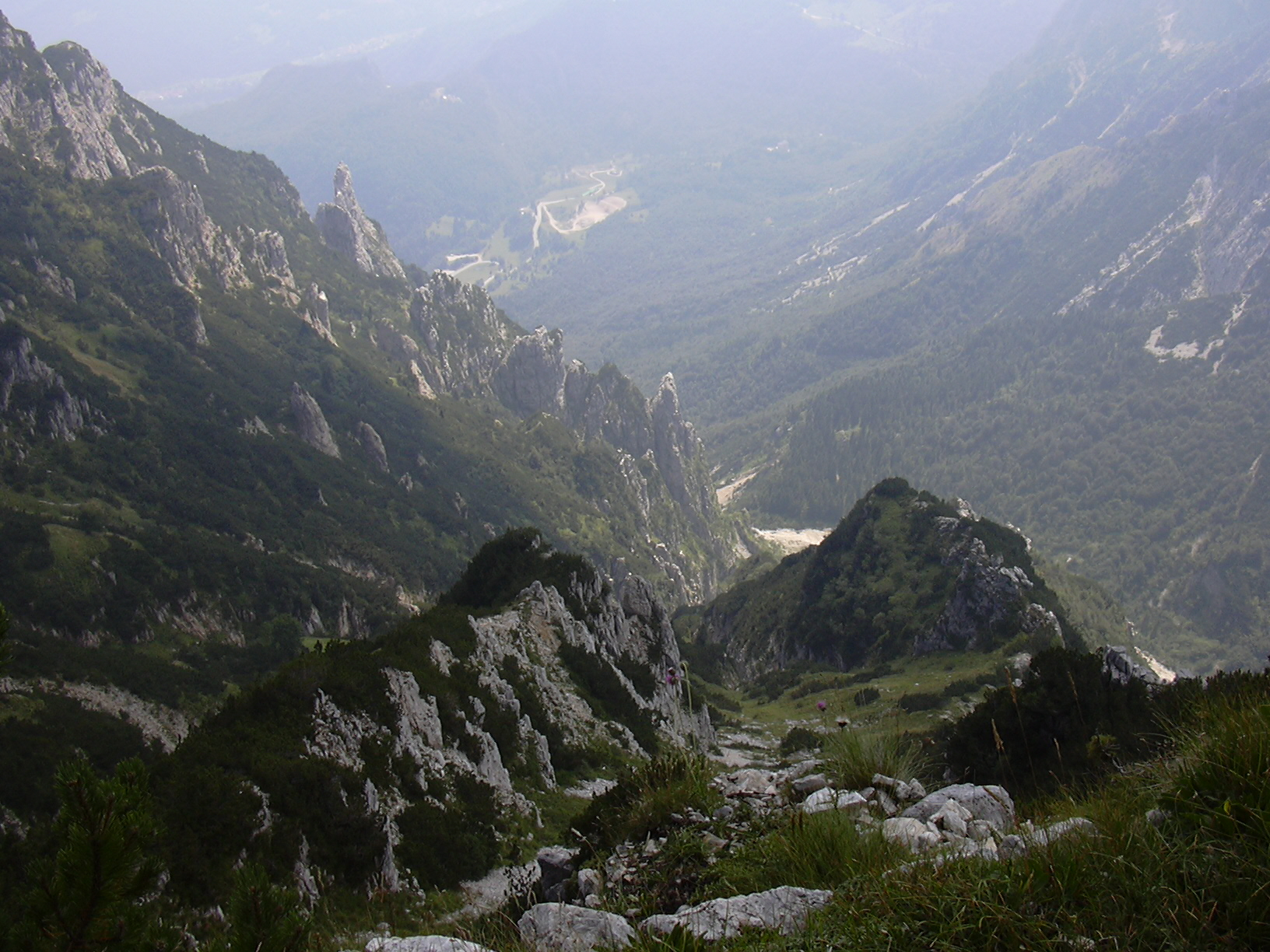
Widok z Monte Pasubio